# Pokrajina Toliara
Toliara je jedna od bivših pokrajina Madagaskara s površinom od 161 405 km², i s 2 430 100 stanovnika.(po procjeni iz 2004.). Glavni grad pokrajine je Toliara. 

## Zemljopisne karakteristike
Teritorij Pokrajine Toliara se prostirao na jugozapadu Madagaskara, uz obale Indijskog oceana i Mozambičkog kanala.
Pokrajina Toliara graničila je s Pokrajinom Mahajanga na sjeveru, s Pokrajinm Antananarivo na sjeverozapadu i s Pokrajinm Fianarantsoa na istoku.

## Aministrativna podjela
Pokrajina Toliara je administrativno nila podjeljena na četiri regije (faritra):
| Regija           | Glavni grad | Stanovnika | Površina (km²) |
| ---------------- | ----------- | ---------- | -------------- |
| Androi           | Ambovombe   | 476 600    | 19 317         |
| Anosi            | Tolanaro    | 544 200    | 544 200        |
| Atsimo-Andrefana | Toliara     | 1 018 500  | 66 236         |
| Menabe           | Morondava   | 390 800    | 46 121         |

| - Regija Androi podjeljena je na sljedeće okruge (fivondronana); - 2. Ambovombe Androi - 5. Bekili - 6. Beloha - 21. Tsiombe - Regija Anosi podjeljena je na tri okruga; - 1. Amboasari - 11. Betroka - 18. Tolanaro - Regija Atsimo Andrefana podjeljena je na devet okruga; - 3. Ampanihi - 4. Ankazoabo - 8. Benenitra - 9. Beroroha - 10. Betioki - 15. Morombe - 17. Sakaraha - 19. Toliara II. - 20. Toliara I - Regija Menabe podjeljena je na pet okruga; - 7. Belon'i Tsiribihina - 12. Mahabo - 13. Manja - 14. Miandrivazo - 16. Morondava |

## Vanjske poveznice
- Fotografije iz pokrajine Toliara  Arhivirana inačica izvorne stranice od 14. listopada 2011. (Wayback Machine)